# Jordbävningen utanför Sumatra 2005

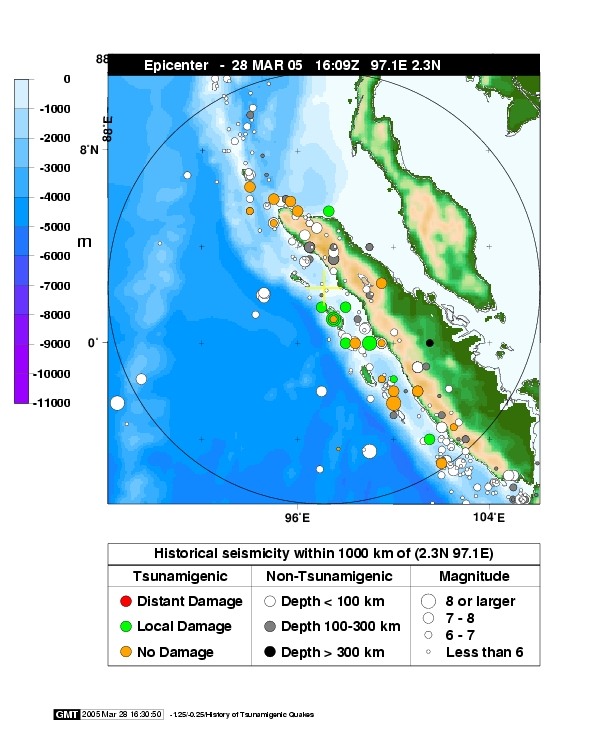
Karta över jordbävningens epicentrum från NOAA.

Jordbävningen utanför Sumatra 2005 inträffade 16:09:37 UTC (23:09:37 lokal tid) 28 mars 2005. Epicentrum var 2°04′35″N 97°00′58″Ö / 2.07639°N 97.01611°Ö, 30 km under Indiska oceanens yta, 200 km väster om Sibolga, Sumatra, eller 1400 km nordväst om Jakarta, ungefär halvvägs mellan öarna Nias och Simeulue. Jordbävningens magnitud låg omkring 8,7 och effekten kändes så långt bort som till Bangkok, Thailand, 1000 km bort  .
Jordbävningen, som kan ha varit ett kraftigt efterskalv från Jordbävningen i Indiska oceanen 2004, varade i två minuter, vilket är längre efter de flesta kända efterskalv. Den var så stor att den hade egna efterskalv, med nästan ett dussin skalv som mätte 5,7 eller mer. Jordbävningen var den näst kraftigaste i världen sedan 1964, bara den som inträffade 26 december 2004 var kraftigare.